# Шубарагаш (Буландинський район)
Шубарага́ш (каз. Шұбарағаш) — село у складі Буландинського району Акмолинської області Казахстану. Адміністративний центр Карамишевського сільського округу.
Населення — 382 особи (2021; 706 у 2009, 1020 у 1999, 1466 у 1989).
Національний склад станом на 1989 рік:
- німці — 72 %.

До 2007 року село називалося Карамишевка.